# Charge de couleur
Pour les articles homonymes, voir Charge et Conservation de la charge.
 (novembre 2014).
Si vous disposez d'ouvrages ou d'articles de référence ou si vous connaissez des sites web de qualité traitant du thème abordé ici, merci de compléter l'article en donnant les références utiles à sa vérifiabilité et en les liant à la section « Notes et références ».
En physique des particules, la charge de couleur est une propriété des quarks et des gluons, reliée à l'interaction forte, dans le contexte de la chromodynamique quantique.
Il est à noter que la « charge de couleur » des quarks et des gluons n'a aucun rapport avec un aspect visuel de la couleur. Le choix du terme couleur est due à une analogie reliant la charge responsable de l'interaction forte entre des particules aux couleurs primaires qui ont été définies pour décrire la vision humaine : rouge, vert, et bleu. Une autre palette possible serait rouge, jaune et bleu, en analogie avec la peinture plutôt qu'avec la lumière, mais l'important dans cette analogie est que le groupement des trois couleurs primaires donne un résultat « blanc », c'est-à-dire non coloré, ou si l'on préfère neutralisé, du point de vue de la charge de couleur.
À chaque particule correspond une antiparticule. Une particule de couleur rouge, verte ou bleue a une antiparticule correspondante, dont la couleur sera antirouge, antiverte ou antibleue, respectivement, pour satisfaire la conservation du bilan de la charge de couleur dans les créations et annihilations particule-antiparticule. Une combinaison des trois couleurs, des trois anticouleurs, ou toute combinaison d'une couleur et de son anticouleur complémentaire est donc dite « blanche » ou « sans couleur », et a une charge de couleur nette nulle. Les particules libres sont blanches : les baryons sont composés de trois quarks rouge, vert et bleu (ou d'antiquarks des trois anticouleurs respectives) ; les mésons sont formés d'une paire quark-antiquark où l'antiquark possède l'anticouleur associée à la couleur du quark, de bilan neutre.
La charge de couleur diffère de la charge électromagnétique, qui n'a qu'un type de valeur (les charges positive et négative sont de même valeur, et ne diffèrent que par le signe).
Peu après la découverte de l'existence des quarks en 1964, on a introduit la notion de charge de couleur pour expliquer comment les quarks pouvaient coexister dans les hadrons dans des états qui sinon sembleraient identiques, et donc continuer de satisfaire le principe d'exclusion de Pauli. Le concept s'est avéré indispensable. La chromodynamique quantique s'est développée depuis les années 1970, et constitue une importante partie du modèle standard en physique des particules.

## Rouge, bleu et vert
En chromodynamique quantique, la couleur d'un quark peut prendre trois valeurs : rouge, vert ou bleu. Un antiquark peut prendre trois anticouleurs : antirouge, antivert et antibleu (souvent représentées respectivement par cyan, magenta et jaune). Les gluons transportent une couleur et une anticouleur (par exemple rouge et antivert), ce qui permet diverses combinaisons, mais seuls huit des neuf gluons possibles sont indépendants, le neuvième pouvant être défini par une simple combinaison des huit autres (cf. principe de superposition quantique).

## Lois

### Conservation
La charge de couleur fait partie des quantités vérifiant une loi de conservation lors d'une transformation, entre l'assemblage de quark initial et l'assemblage final.

### Bannissement des charges nues
D'après les lois de l'interaction forte, il ne peut pas y avoir de particules colorées nues, c'est-à-dire que la charge de couleur d'une particule doit être neutre (blanche). Ceci peut être obtenu soit en assemblant un quark d'une couleur avec un antiquark de l'anti-couleur opposée, ce qui donne un méson de nombre baryonique nul ; soit en combinant trois quarks chacun d'une couleur différente, ce qui donnera un baryon de nombre baryonique 1, ou trois anti-quarks donnant un anti-baryon de nombre baryonique -1. Il pourrait éventuellement exister une dernière possibilité consistant en 4 quarks et un anti-quark qui formeraient un pentaquark de nombre baryonique 1.